# Karl Erich Born
Pour les articles homonymes, voir Born.
Karl Erich Born (né le 24 avril 1922 à Minden et mort le 23 mars 2000 à Tübingen) est un historien économique et social allemand. De 1962 à 1987, il est professeur titulaire d'histoire économique et sociale à la Faculté de droit et de sciences politiques (plus tard : Faculté d'économie) de l'Université Eberhard Karl de Tübingen.
Born obtient son doctorat à l'Université de Cologne en 1953 et y obtient son habilitation en 1957. Il est co-éditeur de la collection de Quellensammlung zur Geschichte der deutschen Sozialpolitik 1867 bis 1914 à l'Académie des sciences et des lettres de Mayence et les 8e et 9e éditions du troisième volume du Gebhardts Handbuch der deutschen Geschichte.

## Publications
- Der Wandel des Friedrich-Bildes in Deutschland während des 19. Jahrhunderts, phil. Diss. Köln 1953.
- Staat und Sozialpolitik seit Bismarcks Sturz. Ein Beitrag zur Geschichte der innenpolitischen Entwicklung des Deutschen Reiches 1890–1914, Steiner, Wiesbaden 1957.
- Die deutsche Bankenkrise 1931. Finanzen und Politik, Piper, München 1967.
- Geschichte der Wirtschaftswissenschaften an der Universität Tübingen 1817–1967. Staatswirtschaftliche Fakultät, Staatswissenschaftliche Fakultät, Wirtschaftswissenschaftliche Abteilung der Rechts- und Wirtschaftswissenschaftlichen Fakultät, Mohr, Tübingen 1967.
- Hrsg. mit Herbert Grundmann (de): Gebhardt (de). Handbuch der deutschen Geschichte (de). Band 3: Von der Französischen Revolution bis zum Ersten Weltkrieg. Stuttgart 1960, darin das Kapitel: Von der Reichsgründung bis zum Ersten Weltkrieg. 9., neu bearbeitete Auflage, Stuttgart 1970 (Band 16 der Taschenbuchausgabe, München 1988).
- Geld und Banken im 19. und 20. Jahrhundert (= Kröners Taschenausgabe (de). Band 428). Kröner, Stuttgart 1977,  (ISBN 3-520-42801-6).
  - Englische Ausgabe: International Banking in the 19th and 20th centuries, St. Martins Press, New York 1983.
- Wirtschafts- und Sozialgeschichte des Deutschen Kaiserreichs, Steiner, Wiesbaden 1985,  (ISBN 3-515-02419-0).
- Internationale Kartellierung einer neuen Industrie. Die Aluminium-Association 1901–1915, Steiner, Stuttgart 1994.